# Paral·lel 51° sud
El paral·lel 51° sud és una línia de latitud que es troba a 51 graus sud de la línia equatorial terrestre. Travessa l'oceà Atlàntic, l'Oceà Índic, l'Oceà Pacífic i Amèrica del Sud.
En aquesta latitud el sol és visible durant 16 hores, 33 minuts durant el solstici d'hivern i 7 hores, 55 minuts durant el solstici d'estiu.

## Geografia
En el sistema geodèsic WGS84, al nivell de 51° de latitud sud, un grau de longitud equival a 70,197 km; la longitud total del paral·lel és de 25.271 km, que és aproximadament 63,0% de la de l'equador, del que es troba a 5.652 km i a 4.350 km del pol Sud

## Arreu del món
A partir del Meridià de Greenwich i cap a l'est, el paral·lel 51° sud passa per: 
| Coordenades                              | País. Territori o mar | Notes                                                        |
| ---------------------------------------- | --------------------- | ------------------------------------------------------------ |
| 51° 0′ S, 0° 0′ E / 51.000°S,0.000°E     | Oceà Atlàntic         |                                                              |
| 51° 0′ S, 20° 0′ E / 51.000°S,20.000°E   | Oceà Índic            |                                                              |
| 51° 0′ S, 147° 0′ E / 51.000°S,147.000°E | Oceà Pacífic          | Passa al sud de les illa Adams, illes Auckland, Nova Zelanda |
| 51° 0′ S, 75° 5′ O / 51.000°S,75.083°O   | Xile                  | Arxipèlag Patagó i continent                                 |
| 51° 0′ S, 72° 15′ O / 51.000°S,72.250°O  | Argentina             |                                                              |
| 51° 0′ S, 69° 9′ O / 51.000°S,69.150°O   | Oceà Atlàntic         |                                                              |